# 15美少女漂流記
『15美少女漂流記』（じゅうごびしょうじょひょうりゅうき）は、アダルトゲーム雑誌『BugBug』とその姉妹誌で連載された企画。及び、それを原作として制作されたアダルトアニメ。

## 概要
BugBug15周年BIGプロジェクトとして、BugBug2008年2月号より小説の連載が開始されたメディアミックス企画。雑誌付録の非売品ドラマCDが3枚製作されているほか、2009年8月にはアダルトアニメ版の発売が始まり、現在第3巻まで発売中である。また漫画版も存在する。
小説版は2009年4月号より『15美少女漂流記H（アッシュ）』に改題したのち、2012年10月号を以て終了した。
漫画版はBugBug本誌にGodyが2010年2月号から2011年6月号まで連載し、その後西崎えいむが2012年6月に創刊のコミックBugBugにて同誌の休刊まで連載したのち、BugBug本誌の2013年2月号から同年6月号まで連載された。西崎の漫画版は2013年9月にOVA（上記アダルトアニメ版と同じもの）つきの単行本が出版された。

## ストーリー
修学旅行中に嵐で船が沈没し、無人島へ漂着した白石数馬。そこで同じく漂着した幼馴染の四谷琴子と再会した数馬は、同じ船に乗っていた同級生の麻生早織、船の乗客だったエスプレッソ・サバティーニ、李萌萌という美少女たちと出会う。
そんなある日、数馬は海岸で流れ着いたビデオカメラを発見する。

## 登場人物
白石 数馬（しらいし かずま）
声 - 鳥海浩輔（ドラマCD） / ほうでん亭ブリスケ（OVA）
荒木学園2年1組に所属する学生。身長170cmの中肉中背で、勉強より運動が得意。悩むより行動して道を切り拓くタイプ。スケベだが、小説版ではなぜか琴子には手を出さない。

### ドラマCD第1弾とOVA第1巻に登場
四谷 琴子（よつや ことこ）
声 - 安玖深音
12月28日生まれのやぎ座。A型、B/W/H：82/55/81。
数馬の向かいに住む幼馴染で、同じクラス。学園でも屈指の可愛さを誇り、競争率も高いが、子供のころからの付き合いと習慣で数馬にベッタリ。数馬に日々アタック中。OVA第2巻にも登場している。
麻生 早織（あそう さおり）
声 - 風音
2月3日生まれのみずがめ座。B型、B/W/H：80/54/79。
数馬や琴子のクラスメイトで遊び友達。陸上部所属。短距離走のホープで、何事にも速さで負けるのが大嫌い。下ネタなども気軽に話せるタイプだが、明け透け過ぎるきらいがある。実家は八百屋。
エスプレッソ・サバティーニ
声 - 青山ゆかり
3月3日生まれのうお座。B型、B/W/H：84/59/85。
客船でパーティー中に遭難したお嬢様。父親がマフィアのボスで、逆らう者は許さずに育ってきた我侭娘。数馬からは「コーヒー」と呼ばれている。実はドM。
李 萌萌（り もんもん）
声 - 海原エレナ
4月2日生まれのおひつじ座。A型、B/W/H：83/56/82。
骨董品業者。バカンスで乗船していたところを遭難した。事務的な人物でお金に目がないが、合理性さえあれば皆と進んで協力もする。

### ドラマCD第2弾とOVA第2巻に登場
ナナシ
声 - 北都南
5月2日生まれのおうし座。血液型 G型（GOD型）、B/W/H：78/54/76。
犬耳と尻尾を持つ島土着の神。神としての力はあまり持っていない。島に漂着した漫画やゲームなどが好きで、人間に関する知識も相応に持っている。
千葉 船子（ちば ふなこ）
声 - かわしまりの
6月3日生まれのふたご座。AB型、B/W/H：88/58/87。
数馬たちのクラスメイト。誰とも馴れ合わない一匹狼的人物。木刀船子の異名を持つスケバン。動物好き。
佐竹 光（さたけ ひかり）
声 - 五行なずな
8月2日生まれのしし座。A型、B/W/H：79/55/79。
数馬たちのクラスメイト。数馬からは「光ってるほう」と呼ばれる双子の姉。
佐竹 影子（さたけ かげこ）
声 - 佐々留美子
8月2日生まれのしし座。A型、B/W/H：79/55/79。
数馬たちのクラスメイト。数馬からは「暗いほう」と呼ばれる双子の妹。
名護 野菊（なご のぎく）
声 - まきいづみ
9月3日生まれのおとめ座。A型、B/W/H：92/59/90。
数馬たちのクラス担任。担当教科は国語。臆病で泣き虫。

### ドラマCD第3弾とOVA第3巻に登場
セプテム
声 - 松田理沙
7月3日生まれのかに座。血液型 Oil、B/W/H：85/56/84。
客船に搭載されていた救護アンドロイド。完成からあまり日が経っていないため、一般的知識に乏しい。救護機能は無事だったが、通信機能は船が沈む際の浸水によって使用不能。
真田 英麻（さなだ えま）
声 - 大波こなみ
10月3日生まれのてんびん座。AB型、B/W/H：81/55/80。
生物や科学が好きで、知的好奇心旺盛なクラスメイト。実験好きで薬を調合することが多く、時にはそれが騒動の元になる。
矢車 操（やぐるま みさお）
声 - 松永雪希
11月1日生まれのさそり座。O型、B/W/H：84/57/83。
数馬たちより1学年上の生徒会長。遭難の報を聞き、自分の船で救助に来たが、その船も沈没したために二重遭難者となった。自らの行動を絶対正義と捉えており、周りの人間を全て部下と考える。
高崎 榛名（たかさき はるな）
声 - みる
12月3日生まれのいて座。A型、B/W/H：69/50/68。
客船の乗客。父親はすでに亡く、数馬を「お父さん」と呼んで懐いている。子供ながらに非常に淫乱であり、数馬はおろか、「気持ちよくしてあげる」という名目で実の母親の望の右乳首を吸うレズビアンの一面を見せた。
高崎 望（たかさき のぞみ）
声 - 一色ヒカル
12月29日生まれのやぎ座。A型、B/W/H：86/59/84。
客船の乗客で榛名の母。夫とは死別。職業はモデル。気に入った男とはまず寝てみるタイプ。アニメでは小悪魔な一面があり、漫画ではクールビューティとして強調されている。
クイーン
声 - 桜川未央
2月3日生まれのみずがめ座。血液型 Oil、B/W/H：86/55/85。
セプテムより新型の試作型救護アンドロイド。安楽死の機能を持つために死神の如く捉えられるが、安楽死はあくまでも最終手段。

## アダルトアニメ
第1巻『15美少女漂流記OVA』は2009年8月3日発売。第2巻『15美少女漂流記OVA 〜どきどき★ハーレム編〜』は2010年8月3日発売。第3巻『15美少女漂流記OVA 〜南の島でウハ2♥どんぶりエッチ編〜』は2011年5月2日発売。

### スタッフ
- 原作 - BugBug
- 監督 - 雷火剣
- プロデューサー - 本田P三
- キャラクター・世界観原案 - タカヒロ
- キャラクター原案 - 黒田和也
- 脚本 - 関町台風
- キャラクターデザイン - 亜木茜
- 演出 - 亜木茜（1話）、神原敏昭（2・3話）
- 作画監督 - 亜木茜（1話）、呀龍（2・3話）
- 色彩設計 - 七篠九郎（1・2・3話）、きなこ（2話）、キナコマイスター（3話）
- 色指定・仕上げ検査 - 御田芥子（1話）、きなこ（2話）、キナコマイスター（3話）
- 編集 - 杉埜幸哉（1話）、新海コウキ（2話・3話）
- 音響監督 - 柏木章俊（1・2話）、市山貴士（3話）
- アニメーション制作 - ティーレックス
- 製作 - サン出版

### 主題歌
オープニングテーマ「Love♥Island」
作詞 - 神代あみ / 作曲・編曲 - 椎名俊介 / 歌 - 榊原ゆい
エンディングテーマ「chance」
作詞 - 中山マミ / 作曲・編曲 - 井ノ原智 / 歌 - 榊原ゆい

## CD
- 『15美少女漂流記 スペシャルドラマCD』[3]
  1. BugBug 2008年9月号付録
  2. BugBug 2009年10月号録
  3. BugBug 2011年2月号付録